# 수리남의 국장

수리남의 국장

수리남의 국장은 1975년 11월 25일 독립과 함께 제정되었다.
국장 가운데에는 두 개의 작은 공간으로 나뉜 방패가 그려져 있다. 방패 왼쪽에는 범선이 그려져 있으며 방패 오른쪽에는 야자나무가 그려져 있다. 범선은 과거 아프리카에서 유괴당한 채로 선박에 실려나갔던 노예들을, 야자나무는 정직한 사람을 의미한다.
방패 가운데에 그려져 있는 마름모는 사랑에 대한 존경을, 네 개의 모서리는 네 개의 방향을 의미한다. 마름모 안에는 오각별이 그려져 있는데 오각별은 수리남 국민들의 출신지인 아프리카, 아메리카, 아시아, 유럽, 오스트레일리아 다섯 개의 대륙을 의미한다.
방패 양쪽에는 두 명의 원주민이 그려져 있으며 방패 아래쪽에 있는 리본에는 수리남의 나라 표어인 "정의, 충성, 성실"("Justitia, Pietas, Fides")이 라틴어로 쓰여져 있다.

## 역대 국장

네덜란드령 기아나 시대의 문장
네덜란드 왕국의 구성국인 수리남의 문장 (1959년 ~ 1975년)